# 华中鲁迅艺术学院烈士墓
华中鲁迅艺术学院烈士墓，位于江苏省盐城市建湖县庆丰乡，是中华人民共和国江苏省文物保护单位之一。
1995年4月19日，授予江苏省文物保护单位，是一座近现代历史遗迹及革命纪念建筑物。